# لويس فيليب الأول (دوق أورليان)

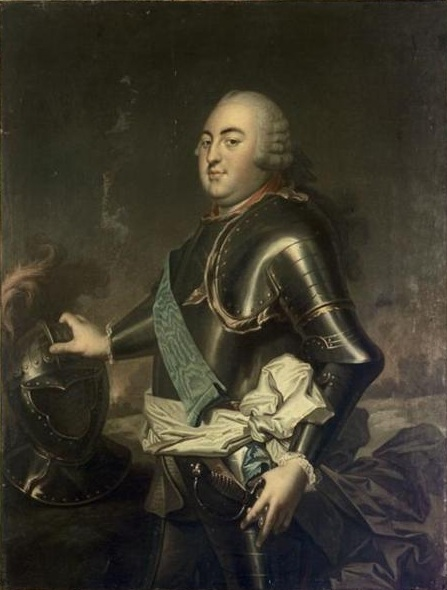
لويس فيليب الأول، دوق أورليان.

لويس فيليب الأول، دوق أورليان (بالفرنسية: Louis-Philippe d'Orléans)‏ (12 مايو 1725 - 18 نوفمبر 1785م)
هو لويس فيليب الأول، دوق أورليان بن لويس دوق أورليان بن فيليب دي أورلينز ابن فيليب الأول، دوق أورليان ابن الملك لويس الثالث عشر، أمير فرنسي من بيت الأورليانز وهم فرع من بيت آل بوربون تفرّع من الأمير البوربوني: فيليب الأول، دوق أورليان ابن الملك لويس الثالث عشر شقيقِ لويس الرابع عشر.
الأمير لويس فيليب الثاني، دوق أورليان هو جدّ الملك لويس فيليب الأول لأبيه.

## روابط خارجية
- لويس فيليب الأول دوق أورليان على موقع الموسوعة البريطانية (الإنجليزية)